# Ludwig Creutz
Carl Ludwig Wilhelm Christian Creutz (* 26. Juli 1817 in Wiesbaden; † 23. Januar 1860 ebenda) war ein deutscher evangelischer Theologe und Mitglied der Landstände des Herzogtums Nassau.

## Leben
Ludwig Creutz wurde als Sohn des Oberschultheißen Karl Ludwig Heinrich Matthias Creutz (1787–1841) und dessen Ehefrau Marie Sophie Schweitzer geboren.
Nach dem Abitur am Gymnasium Philippinum Weilburg absolvierte er ein Studium der Theologie an der Rheinischen Friedrich-Wilhelms-Universität Bonn, der Georg-August-Universität Göttingen und der Theologischen Hochschule Herborn und schloss dieses 1840 mit dem Examen ab.
Er bekleidete das Amt des Pfarrvikars in Nordenstadt (Wiesbaden), Wiesbaden-Dotzheim und von 1844 an in Diez, wo er 1845/1846 auch Schulinspektor war. 
Creutz betätigte sich politisch und erhielt 1848 aus dem Wahlkreis VI Limburg/Diez ein Mandat für den Nassauischen Landtag. Er gehörte dem Club der Linken an. 
Bei den Parlamentsberatungen über den Sitz des Kreisamtes Limburg setzte er sich vehement für Diez ein. Er konnte sich nicht durchsetzen. Die Abgeordneten entschieden sich mit 22 von 33 Stimmen für Limburg als Amtssitz. 
Eine ähnliche Situation ergab sich, als das Parlament über den Sitz des Amtes Wiesbaden zu entscheiden hatte. 
Creutz beantragte, nicht Wiesbaden, sondern Biebrich als Kreisamtssitz zu bestimmen. Die Abstimmung brachte eine breite Mehrheit für Wiesbaden, lediglich acht Abgeordnete sprachen sich für Biebrich aus. 
Nach seiner Beförderung zum Pastor endete am 25. September 1850 seine Mitgliedschaft im Parlament. Sein Nachfolger wurde Gustav Dünkelberg.
Von 1850 bis 1859 war er Pfarrer in Heftrich (Idstein) und Niederbachheim (Rhein-Lahn-Kreis).